# مايكل باري (دراج)
مايكل باري مواليد 18 ديسمبر 1975 في تورونتو، هو دراج كندي سابق في صنف سباق الدراجات على الطريق. سبق أن شارك في دورة الألعاب الأولمبية الصيفية.

## وصلات خارجية
- الموقع الرسمي

## روابط خارجية
- مايكل باري على موقع أرشيف الدراجات (الإنجليزية)
- مايكل باري على موقع إحصائيات الدراجات الإحترافية (الإنجليزية)
- مايكل باري على موقع نسبة الدراجات (الإنجليزية)
- مايكل باري على موقع CycleBase (الإنجليزية)
- مايكل باري على موقع أوليمبيديا (الإنجليزية)
- مايكل باري على موقع اللجنة الأولمبية الكندية (الإنجليزية)